# Casa Bernard Ginsburg
La Casa Bernard Ginsburg es una residencia privada unifamiliar ubicada en 236 Adelaide Street en Midtown Detroit, Míchigan, dentro del distrito Brush Park. Fue incluida en el Registro Nacional de Lugares Históricos en 1991.

## Importancia
La casa de Bernard Ginsburg es importante tanto por el propietario original como por el arquitecto que la diseñó. El propietario Bernard Ginsburg fue una figura importante en la filantropía, el servicio cívico y la comunidad judía en Detroit durante finales del siglo XIX y principios del XX. El arquitecto Albert Kahn se hizo conocido en la arquitectura industrial y comercial; la casa de Ginsburg y su estilo neorrenacentista inglés son típicos de los primeros trabajos de Kahn.

## Bernard Ginsburg

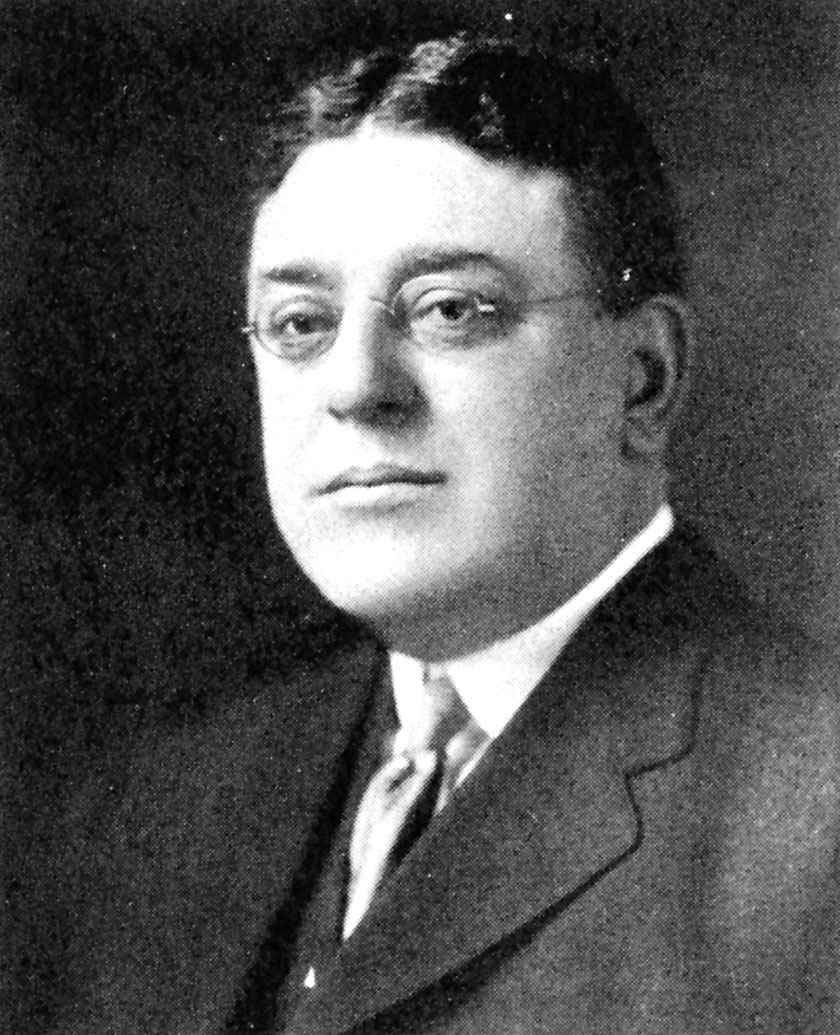
Bernard Ginsburg, c. 1919

Ginsburg nació en Columbus, Indiana, en 1864; sus padres eran inmigrantes polacos que habían llegado a Estados Unidos a mediados de la década de 1850. La familia se mudó a Nueva York y luego a Detroit, donde él se graduó de la escuela secundaria en 1881. Ese mismo año, entró fundó la empresa "R. L. Ginsburg". El negocio fue un éxito y Ginsburgse enriquecó.
Se desempeñó como Comisionado de Iluminación Pública durante dos años y como miembro de la Junta de Bibliotecas Públicas. Participó en organizaciones benéficas judías, en particular apoyando a los judíos de Europa del Este que estaban migrando al país. Se desempeñó como presidente de United Jewish Charities, vicepresidente de la National Conference of Jewish Charities, director del Jewish Orphan Asylum en Cleveland, Ohio, y presidente del Templo Beth El de 1918 a 1919.

## Descripción
La casa Bernard Ginsburg es una estructura de dos pisos y medio hecha de ladrillo rojo y piedra. Una arcada de madera tallada encima de las paredes de piedra corre a lo ancho del porche delantero. Estatuas únicas y hermosas sostienen el techo del porche. Las aberturas para ventanas y puertas tienen marcos y cuñas de piedra caliza.